# Carlo Fracanzani

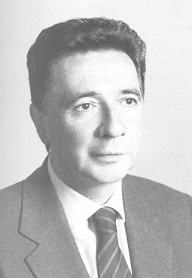
Carlo Fracanzani in den 1990er Jahren

Carlo Fracanzani (* 12. Juni 1935 in Padua) ist ein italienischer Jurist und Politiker, der bis zur Auflösung der Partei zeitweise als Minister für die Democrazia Cristiana arbeitete und als Abgeordneter im Parlament saß. Europaweit bekannt wurde er durch seinen Rücktritt wegen des Mediengesetzes, das Silvio Berlusconi begünstigte.

## Leben
Carlo Fracanzani wurde in Padua geboren, lebte aber lange Zeit in Este in Venetien. Er wurde in Jurisprudenz promoviert und arbeitete daraufhin als Anwalt. 1968 stellte er sich erstmals in einer Wahl und wurde infolgedessen Abgeordneter im Parlament für die Christdemokraten. 1972 bis 1979 gehörte er der Kommission für Äußere Angelegenheiten und Emigration an, zunächst in der 6. Legislaturperiode vom 11. Juli 1972 bis zum 4. Juli 1976 sowie erneut in der nachfolgenden 7. Legislaturperiode bis zum 19. Juni 1979.
Da er dem linken Flügel der Christdemokraten angehörte, wurde er zuweilen auch als „Conte Rosso“ (‚Roter Graf‘) bezeichnet. In der ersten Regierung Fanfani wurde er Untersekretär im Finanzministerium. Er gehörte von 1988 bis 1990 als Ministro delle partecipazioni statali della Repubblica Italiana, einem Ministerium, das mit der Beaufsichtigung der staatlichen Beteiligungen im Rahmen der nationalen Ökonomie zuständig war, der Regierung unter Luigi Ciriaco De Mita von der Democrazia Cristiana an. Dieser regierte von April 1988 bis Mai 1989. Gleichzeitig war er von der 5. bis zur 11. Legislaturperiode Mitglied des italienischen Parlaments und Präsident der Commissione Speciale Per Le Politiche Comunitarie vom 24. Juni 1992 bis zum 14. April 1994.
Nach dem Ende der Regierung De Mita wurde er als Minister auch in der nachfolgenden Regierung unter Giulio Andreotti bestätigt. Zusammen mit vier anderen Ministern, darunter dem späteren Präsidenten Sergio Mattarella (seit 2015), trat er jedoch aus Protest gegen das als Legge Mammì bezeichnete Gesetz zurück, das von Giulio Andreotti unterstützt wurde. Doch Andreotti löste die Regierung daraufhin keineswegs auf, denn dieses Gesetz, benannt nach dem Erstunterzeichner Oscar Mammì, seinerzeit Minister für Post und Telekommunikation, wurde im Gegenteil am nächsten Tag, dem 1. August 1990, trotz des Rücktrittes weiterer 13 Untersekretäre in geheimer Abstimmung verabschiedet. Es sollte vordergründig für Meinungsvielfalt oder Pluralismus sorgen, öffnete aber gleichzeitig den Markt für private Fernsehprogramme und Radiosender für Unternehmen, die zunehmend monopolistische Strukturen durchsetzten. Es wurde von Bettino Craxi und Silvio Berlusconi unterstützt.
Nach dem Ende der christdemokratischen Partei wurde er Mitglied im daraus hervorgegangenen Partito Popolare Italiano unter Führung von Mino Martinazzoli, die den alten Namen der Partei, den sie bis 1943 getragen hatte, wieder angenommen hatte. Jedoch wurde Fracanzani bei den Europawahlen des Jahres 1994 nicht gewählt. Aus dem Partito Popolare Italiano ging 2002 die Partei Democrazia è Libertà – La Margherita hervor, die jedoch, wie alle Nachfolgeparteien der DC, wieder verschwand.